# Nervozni poštar
Nervozni poštar je glasbena skupina iz Sarajeva. Prepoznavna je po svojem mešanju elementov balkanske narodne glasbe ter hard rocka. Skupina, v prvotni postavi oblikovana v drugi polovici osemdesetih let, s spremenjeno zasedbo deluje še danes in je poznana po republikah nekdanje Jugoslavije ter med diasporo po svetu.
Začetnik Nervoznega poštarja je zdravnik Fadil Šabović, ki je s poznavalcem novokomponirane narodne glasbe Rustemom Nezirovićem in sarajevskim rokerjem Nikolo Mitrovićem posnel prvo ploščo za hišo Jugoton. Skupina je zatem nastopila na festivalu narodne glasbe Ilidža '85 ter pritegnila pozornost zaradi svoje edinstvene mešanice glasbenih stilov. Frontman Fadil Šabović je po izbruhu jugoslovanskih vojn zaradi razočaranja nad dogajanjem v državi prenehal z glasbenim ustvarjanjem, medtem pa je skupina v omejeni postavi nadaljevala svoje delo skozi devetdeseta leta. Šabović se ji je zopet pridružil leta 2002, zatem je Nervozni poštar izdal dve plošči in zaradi polovičnega uspeha znova zapadel v nedejavnost. Leta 2017 se je skupina znova zbrala in pričela z delovanjem.

## Diskografija

### Albumi
- Vazda - Gazda (1985)
- Zapamti, ja sam gazda (1986)
- Ništa više nije kao prije (1987)
- Nervozni poštar (1988)
- To je samo folk’n’roll (1989)
- Život, to je divna fešta (2002)
- Gas, gas (2004)
- Nervozni poštar 2017 (2017)

### Singli
- Zapamti, ja sam gazda/Mi smo drvosječe, potaman nam sve (1986)
- Ej, Maro, Marice/ZZ Top (1987)
- Vojnička pjesma/Nova godina (1988)

### Kompilacije
- Najbolje od (1994)
- The best (1996)
- Vazda - Gazda + Ništa više nije kao prije (2001)
- The best of (2005)
- The best of (2006)
- Najveći hitovi (2009)[2]